# Mariënklooster

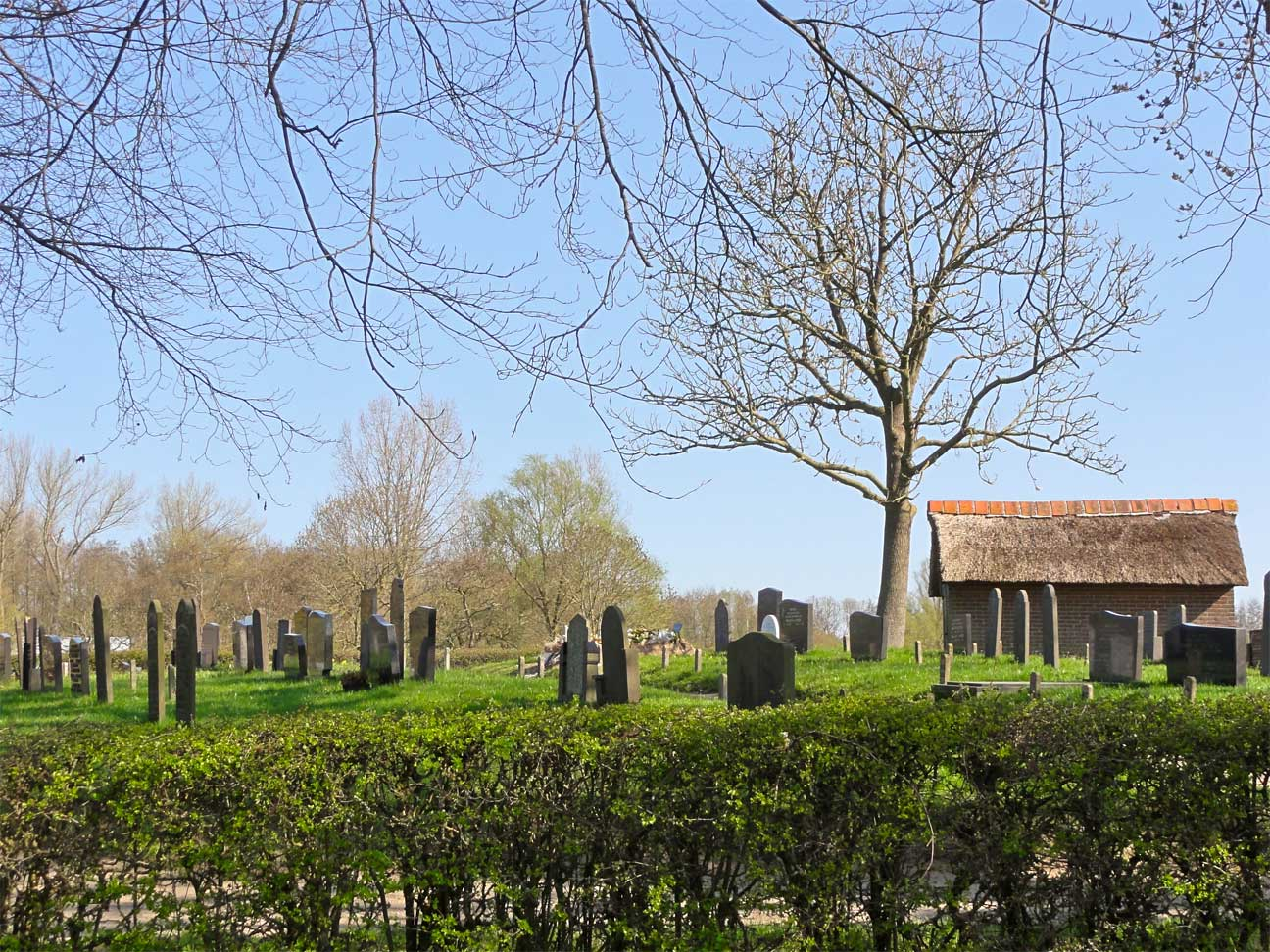
Het terrein van het voormalige klooster ligt achter de graven van het kerkhofje

Het Mariënklooster (ook Zwartewatersklooster, Mont St. Maria, Mons Sanctae Mariae of Mariënberg) is een voormalig klooster in de Overijsselse buurschap Zwartewatersklooster.
In 1233 is er voor de eerste maal in de schriftelijke bronnen sprake van het Mariënklooster, een klooster dat werd gesticht voor 20 nonnen. In dat jaar liet de bisschop Willebrand van Utrecht de stichting van het klooster per oorkonde vastleggen. Het klooster kreeg de beschikking over dertien boerderijen met bijbehorende landerijen. Omstreeks 1580, tijdens de Tachtigjarige Oorlog, werd het klooster afgebroken. De fundamenten van het klooster bevinden zich ten noorden van het kerkhof (achter de graven op de afbeelding).
Zowel het klooster als het kerkhof lagen op een zandrug in het veenachtige gebied. De kloostermoppen zijn na de afbraak deels gebruikt voor de bebouwing in het dorp. Archeologisch onderzoek heeft opgeleverd, dat het gebied waarschijnlijk al voor het begin van de jaartelling bewoond was.